# Trochalopteron fairbanki
Trochalopteron fairbanki е вид птица от семейство Leiothrichidae. Видът е почти застрашен от изчезване.

## Разпространение
Видът е разпространен в Индия.